# Ginorite
La ginorite est un corps chimique composé minéral naturel, de la famille des hydroborates de calcium hydraté, de formule chimique globale Ca2B14O23 · 8 H2O ou plus souvent plus développée Ca2[B14O20(OH)6]·5 H2O.

## Historique de la description et de l'appellation; topotype
Le topotype officiel de l'IMA est situé à Sasso, région toscane de Pise, en Italie. Associé à la calcite, il est ainsi présent dans les veines de grès de Sasso Pisano, à 8 km de des bouches chaudes de Larderello. 
La racine du nom choisi par les minéralogistes italiens a été dédié en 1934 au prince Piero Ginori Conti (en) (1865-1939), d'une noble famille toscane attachée à Florence pour sa contribution au financement et au développement de l'industrie italienne et toscane du borax. Ce serait les minéralogistes toscans Giovanni D'Achiardi et son fils, respectivement fils et petit-fils du grand minéralogiste Antonio D'Achiardi qui aurait opéré ce choix.
Un synonyme accepté pour sa forme massive compacte est la cryptomorphite.

## Cristallochimie
Elle apparaît sous la forme d'un cristal de maille monoclinique, transparent à translucide. Elle est présente en forme polycristalline massive blanche. Il s'agit d'un phyllo-hexaborate, qui présente la même symétrie que la strontioginorite (Ca, Sr)2B14O23 · 8 H2O, où les deux cations alcalino-terreux sont interchangeables.

## Propriétés physiques et chimiques
Il s'agit d'un hydroborate calcique soluble dans les acides. Il permet en conséquence une exploitation pour produire, selon le procédé, de l'acide borique ou du borax.

## Gîtologie et occurrence
Ce phyllo-hexaborate Ca2[B14O2O(OH)6] · 5 H2O est un minéral feuilleté rare.
Présent en veines plus ou moins massives ou pour ses revêtements en plaques ou lamelles associés à la pricéite, il apparaît aussi en efflorescence sur les roches de basaltes altérés à proximité de calcaire ou de pierre à chaux. il est ainsi associé à la colémanite, mais aussi à la sassolite et à la macallistérite dans les gisements proche de la Vallée de la Mort, en Californie.
Sur le site canadien de Windsor, elle est associée à la mirabilite, au gypse et à l'anhydrite.  Dans le gisement de Ak-sa ̆ı au Kazakhstan, elle est encore associée à l'anhydrite, mais aussi à la kiesérite, à la preobrazhenskite, aux borates comme la boracite, l'aksaïte, l'halurgite, la strontioborite ou la métaborite.
Minéraux associés : sassolite, colémanite, macallistérite, calcite ou roches calcaires, gypse, anhydrite, kiesérite, mirabilite, argiles.

### Répartition
- Argentine

Dépôt de borax de Tincalayu, Salar del Hombre Muerto ou étendue salée de l'Homme Mort, Province de Salta
- Canada

Carrière Clinton, Windsor, Nouvelle Écosse.
- États-Unis

Corkscrew Canyon (associé à la pricéite) ou encore sur le champ de prospection Mott de la colemanite sur le Hard
Scramble claim, du district de Furnace Creek, Vallée de la Mort, comté d'Inyo, Californie
- Italie
- Kazakhstan

Dôme de sel de Chalkar, Vallée Ak-sa ̆ı, District de Uralsk.
- Russie